# Río Jarama
El Jarama es un río de la península ibérica, uno de los afluentes más importantes del río Tajo. Nace en las estribaciones de la peña Cebollera. Discurre por las provincias españolas de Guadalajara y Madrid y se trata del río más largo de los que recorren esta última, atravesándola de norte a sur por su mitad este, sirviendo algunos de sus tramos de límite entre Madrid y Guadalajara. Sus principales afluentes son, por la margen derecha, los ríos Lozoya, Guadalix y Manzanares; y, por la izquierda, el Jaramilla, el Henares y el Tajuña.
Actualmente el Jarama y su entorno constituye el único corredor biológico que atraviesa de norte a sur la Comunidad de Madrid, desempeñando un papel fundamental en su delicado equilibrio ecológico, tan afectado por su importantísima actividad urbana e industrial.

## Geografía

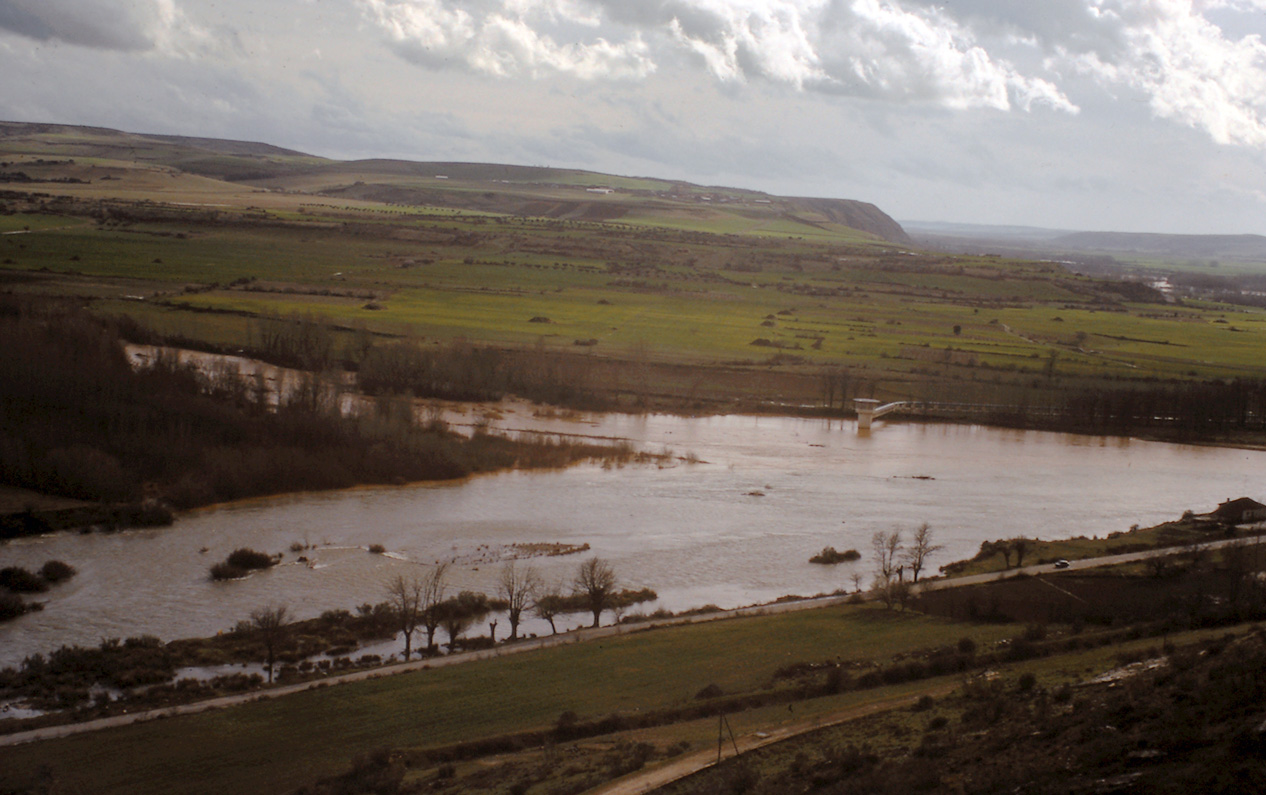
Desembocadura del río Lozoya, a la izquierda, en el Jarama durante el temporal de lluvias de febrero de 1978

El valle del Jarama se caracteriza por la amplitud de sus terrazas y su fertilidad, anunciando ya un paisaje típico de regadío todavía mezclado con agricultura de secano.
Desde el punto de vista litológico, destaca la presencia de calizas en la zona de Torrelaguna y Patones, que contrastan con las pizarras, los gneis y los esquistos de la parte alta. Desde entonces se abre una amplia vega arcillosa en la orilla derecha y margosa en la izquierda, donde es límite del páramo de la Alcarria.

## Curso del río

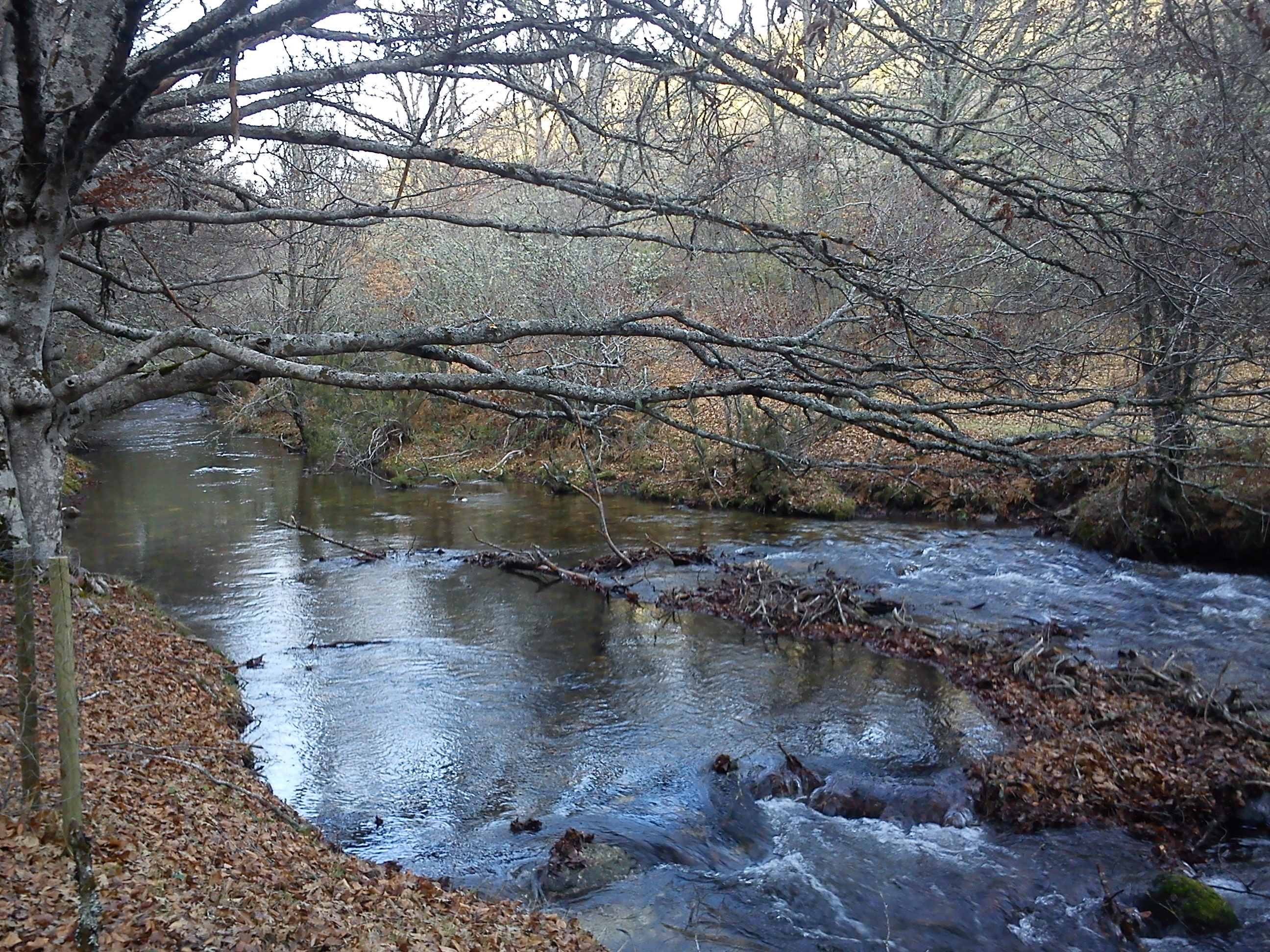
Curso alto del Jarama, a su paso por el hayedo de Montejo, en invierno

En el primer tramo de su recorrido, bordea el hayedo de Montejo, constituyendo el límite entre las provincias de Madrid y Guadalajara.
Se interna en la provincia de Guadalajara a la altura de La Hiruela, discurriendo por Colmenar de la Sierra, Matallana, donde recibe por su margen izquierda las aguas del río Jaramilla, y El Vado, donde sus aguas son represadas en el embalse que lleva el nombre de la antigua población anegada. Vuelve a ser el límite entre las provincias de Madrid y Guadalajara al recibir el caudal del río Lozoya, poco antes de llegar a la altura del pueblo de Patones de Abajo, donde inicia su tramo medio. A partir de aquí, sigue una dirección norte-sur, y al llegar al término municipal de Talamanca de Jarama penetra en la Comunidad de Madrid, dejando a su derecha el municipio Madrid a la altura del aeropuerto de Madrid-Barajas. El río tuvo que ser levemente desviado durante la última ampliación del aeropuerto, con el objeto de construir la pista 14L/32R. Este tramo medio, de baja pendiente finaliza en el término de San Fernando de Henares. Pasado el aeropuerto recibe sus principales afluentes: Henares, Manzanares y Tajuña. A medio kilómetro, aguas abajo de la desembocadura del Manzanares se encuentra la presa del Rey ( situada en Rivas-Vaciamadrid ), que es un azud desde donde se abastece la Real Acequia del Jarama que riega la vega baja de este río en su margen derecho. Pasando por San Martín de la Vega. Finalmente desemboca en el Tajo en el término municipal de Aranjuez, aguas abajo de dicha localidad.

### Embalses

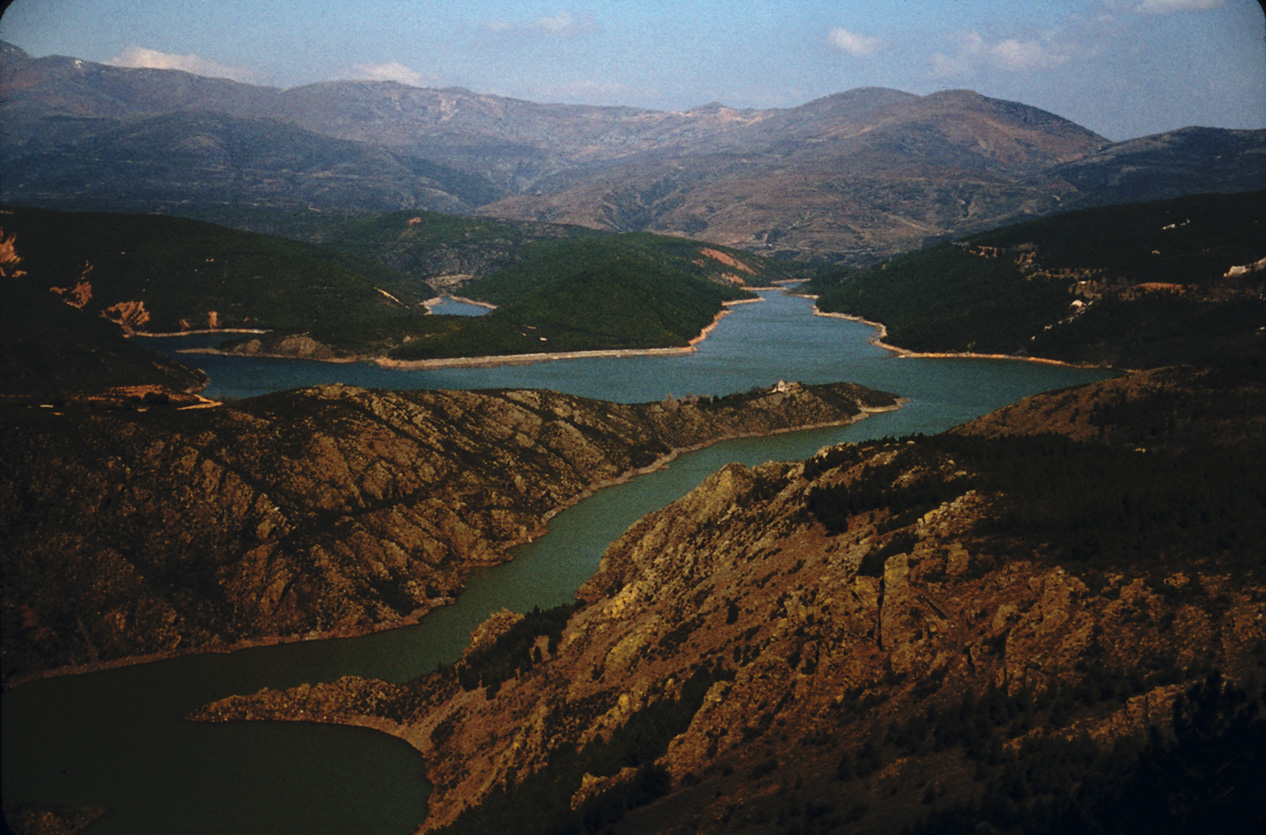
Embalse del Vado

Aparte de los embalses de El Vado y de la Presa del Rey, actualmente en uso, a lo largo del río aparecen unos cuantos más cuyas estructuras son visibles, aunque su uso haya cesado en buena parte de ellos. En la parte alta del río, en las cercanías de La Hiruela, queda un molino harinero que ha sido restaurado y que desvía el agua del río a través de un caz. Forma parte de los atractivos turísticos de este pueblo. En el entorno hay ruinas de varios molinos más. Siguiendo río abajo, y poco después de que el Lozoya desemboque en él, hay un curioso embalse que normalmente mantiene sus compuertas abiertas. Es la presa de captación de los pozos Ranney, llamado también embalse de Valdentales. Estos pozos captan las aguas filtradas por el lecho arenoso del río, y no han sido utilizados por el Canal de Isabel II en los últimos años. Poco más abajo un pequeño azud, situado junto a un puente colgante, alimentaba un caz que hacía funcionar un molino harinero situado junto al puente de la carretera que une Torremocha de Jarama con Uceda y actualmente es utilizado para celebración de "eventos".
Más abajo en la urbanización Caraquiz hay una nueva presilla originando lo que se conoce como "El Lago de Caraquiz" de uso recreativo. Poco más abajo, antes de llegar a Talamanca de Jarama, un nuevo azud alimenta un caz que sirve para riegos y que también movió algún molino. Como curiosidad este caz pasa por debajo del puente romano de Talamanca de Jarama.

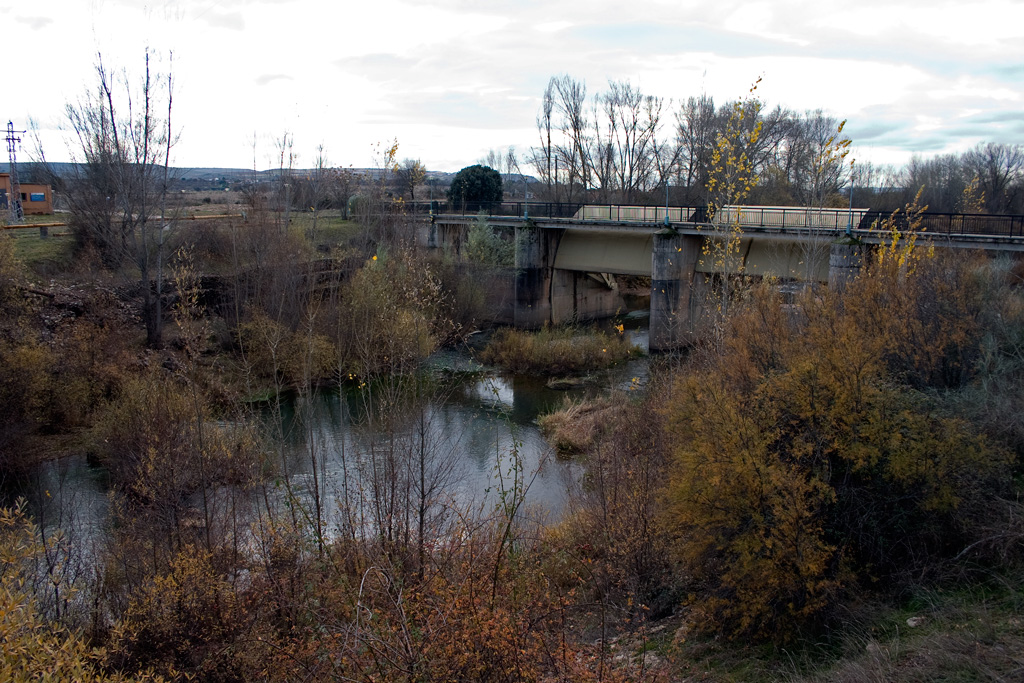
Compuertas del embalse de Valdentales

Pero si hay algo que ha proliferado en el río Jarama, han sido los grandes embalses diseñados y que se han quedado sobre el papel. El 21 de julio de 1954 se aprobaron técnicamente el proyecto del embalse de Bonaval y el anteproyecto del embalse de Matallana. Este último estaba destinado a ser usado combinado con el de El Vado, igual que en el Lozoya se hacía entonces con el del Villar y Puentes Viejas, con un sistema de canales perimetrales que derivaran las aguas turbias de El Vado. El de Bonaval serviría para embalsar las aguas turbias derivadas y poder ser luego empleadas para el riego. Ninguno de los dos se ha ejecutado hasta el momento. El proyecto del embalse de Matallana, de 150 hm³, ha sido desempolvado en varias ocasiones: en 1993 por Joaquín Leguina y posteriormente por Alberto Ruiz-Gallardón, pero su impacto medioambiental es un gran obstáculo para su construcción. Para finalizar también hubo un proyecto de otro embalse todavía mayor en el Jarama medio situado unos kilómetros antes de la afluencia del Lozoya y que pretendía embalsar 280 hm³, parte de ellos trasvasados desde el Sorbe y que se pretendía terminar alrededor de 1978. De este proyecto solo han quedado unas zanjas a ambos lados del río que suman cerca de 700 m y que se ejecutaron para estudiar su cimentación.

## Etimología

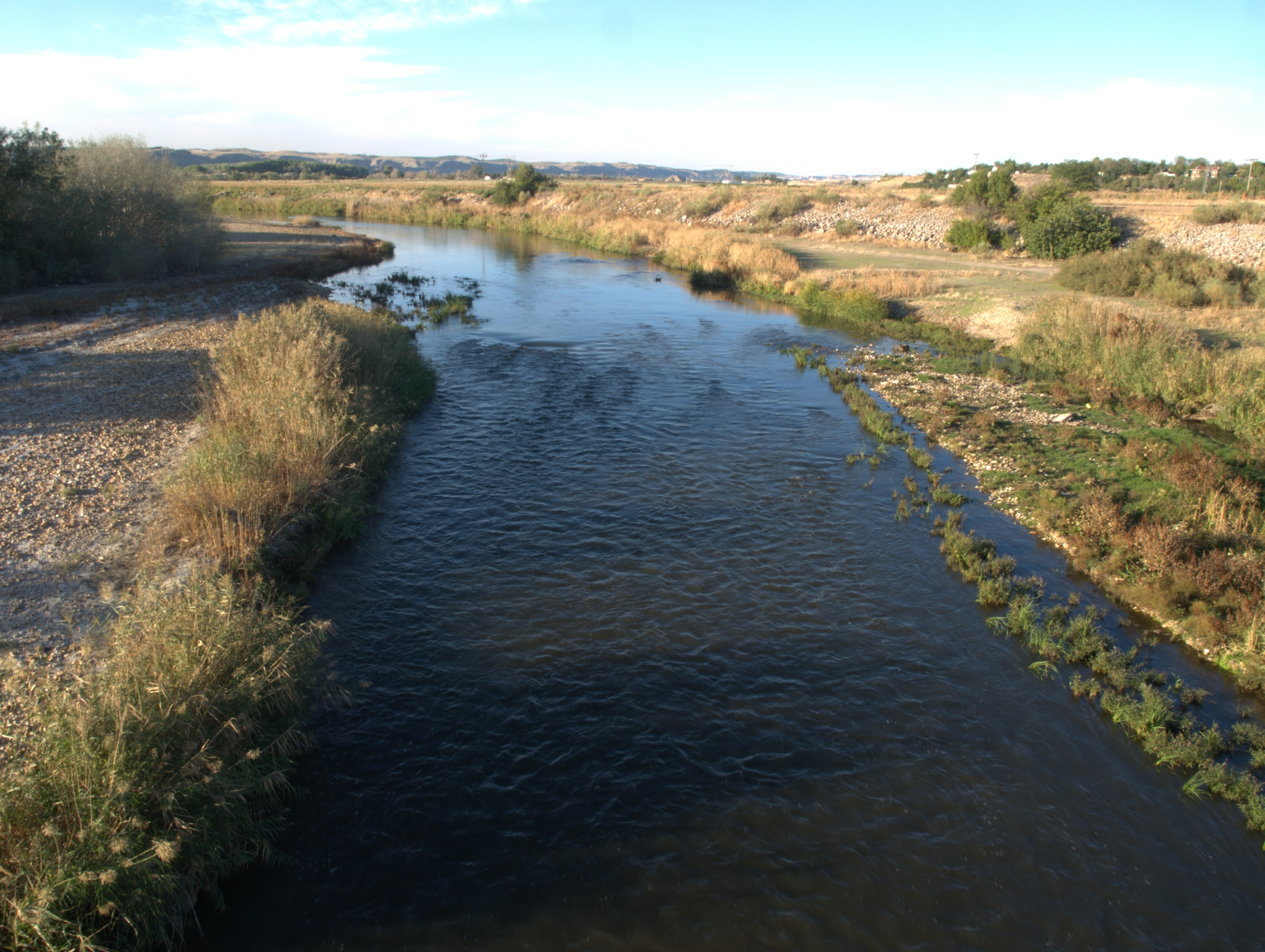
El Jarama a su paso por el municipio de San Martín de la Vega

La raíz sar-, «fluir, discurrir», da nombre en diferentes lenguas indoeuropeas, como en el sánscrito sará- «líquido, fluido», sarít-, «arroyo», griego oros y latín serum, «líquido lechoso». Hidrónimos derivados de esa raíz, se encuentran en la fuente Sar (Santa María del Campo, Burgos); el arroyo Sarrión (Coaña, Asturias); arroyo de Sara (Rodeiro, Pontevedra), Sarria (Lugo); la fuente de Sora (Langás, Zaragoza); y con la alteración /S/ inicial de la árabe tenemos por ejemplo el río Jarama. También existe el río Sarno en el golfo de Nápoles y el más importante afluente del río Rin, el río Sarre en francés o río Saar en alemán.
En el caso de España la raíz "*ser- / *sor-" se atribuye al antiguo europeo, un idioma que también da forma a la mayoría de la hidronimia de las otras penínsulas mediterráneas, la itálica y la balcánica y que en España sólo tuvo las excepciones de las iberizadas regiones de Aragón, Cataluña y Levante.
Algunos autores indican por otra parte que el término Jarama deriva de un vocablo bereber que significa río de frontera o de nadie, papel que tuvo la zona norte del río entre los siglos IX y XI. En el territorio comprendido entre Medinaceli y Madrid, incluyendo Alcalá, Guadalajara y el espacio situado entre los valles del Jarama y el Henares, se asentó durante los siglos IX y X el clan de los Banu Salim, perteneciente a la tribu bereber Masmuda, quienes ejercieron su gobierno en nombre de los Omeyas, protegiendo la región de las revueltas de los muladíes toledanos y de los bereberes de Santaver.[cita requerida]

## Historia y patrimonio

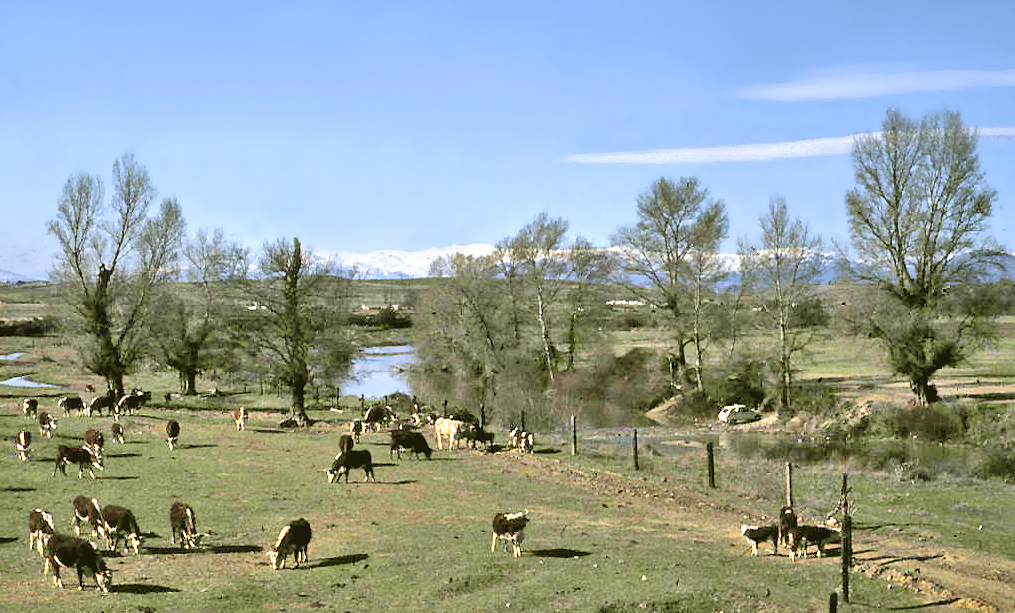
Ganado junto al río en la década de 1970

La cuenca media del valle del Jarama cuenta con un patrimonio cultural y natural de gran importancia, como las atalayas andalusíes (torres de vigilancia de piedra localizadas en lugares estratégicos), el embalse de El Atazar, el entorno de Patones y el bosque de alcornoques de Torrelaguna.
Los ecosistemas de ribera constituyen corredores ecológicos que conectan distintos ecosistemas y facilitan el desplazamiento de muchas especies de vertebrados. Los grupos humanos del Pleistoceno no han sido ajenos a estas ventajas del medio fluvial. Ciertas actividades desarrolladas por los grupos humanos durante el Pleistoceno en los valles fluviales proporcionaron registro arqueológico susceptible de ser preservado por el medio fluvial. El tramo bajo del valle del Jarama dispone de uno de los registros paleolíticos del tránsito del Pleistoceno Medio al Superior más completos de la península ibérica, además en un mismo marco ecológico y geográfico. 

### Yacimientos paleolíticos
El hallazgo en 2001 de industria lítica y fauna atribuible al primer tercio del Pleistoceno superior en la cantera de áridos HAT en San Martín de la Vega convirtieron a la cuenca del Jarama en un área privilegiada para la comprensión del inicio del Paleolítico Medio.

### Descripción del Madoz
Aparece descrito en el noveno volumen del Diccionario geográfico-estadístico-histórico de España y sus posesiones de Ultramar de Pascual Madoz de la siguiente manera:

JARAMA: r. en la prov. de Madrid: nace en el térm. de Colmenar de la Sierra, al pié de Cejon y viene en direccion de N. á S., dividiendo las prov. de Madrid y Guadalajara por algunos puntos; cruza los térm. de Matillana, el Vado, Valdesotos, Valdepeñas de la Sierra, la Casa de Uceda, Uceda, Torremocha, Talamanca, el Vellon, el Molar, Valdetorres, Fuentelsáz, Algete, Coveña y Paracuellos, y atravesando el camino real de Aragon por bajo del llamado puente de Viveros, pasa á la vista del real sitio de San Fernando y pueblo de Mejorada, cerca del cual se le reune el r. Henares por la izq.: hasta aquí recibe en su curso el r. Lozoya por la der. en el ponton de la Oliva, junto á los térm. de Alpedrete y Patones; el arroyo Valtalon, que nace junto al Casar de Talamanca, y se une por la márg. izq., despues de cruzar el térm. y pueblo de Valdetorres; el Galga, que se une por la misma márg. y en el mismo térm.; el Paeque, que entra en el de Fuentelsáz junto al soto del marqués de Alcañices; y otros menos importantes: el principal puente que tiene en este tránsito es el citado de Viveros, el cual es sólido, de piedra con 9 ojos; otro hay en térm. de Valdesotos, de madera; el de Uceda, que antes era de piedra y cortado por las tropas francesas, se ha surtido con madera, y el de Talamanca de piedra con un ojo por el cual solo pasa un caz, para dos molinos que hay en dicho pueblo, pues la mayor parte del r. corre por un lado del puente. Despues que recibe al Henares en el punto donde le hemos dejado, pasa á los térm. de Vaciamadrid y Arganda, por el fin del soto del Piul, hasta el soto del Porcal, propiedad de la v. de Madrid, en cuyo intermedio se le une el r. Manzanares por la der.; continúa por el soto y vega de Pajares, pertenencia de S. M., por ser de la casa de Gozquez, en donde está construida la presa que da agua á la acequia titulada de Jarama del patrimonio real, y regando esta los térm. que le son propios y de que hablaremos por separado, sigue el r. á pasar á corta dist. de San Martin de la Vega, entra y camina por un corto trozo de la jurisd. de Chinchon por bajo de la Sopeña, continúa por la linde del soto del Gutierrez y Parral, térm. de Cien-pozuelos, y sigue por la parte abajo hácia O. muy inmediato á la v. de Titulcia, en donde se pasa por vados y barca; á 1/4 leg. á la entrada de terrenos sotos de S. M., se le incorpora el r. Tajuña, por la izq. y despues de cruzar la carretera general de Andalucia por el puente Largo, concluye en el Tajo á muy corta dist. del real Sitio de Aranjuez. En este segundo trecho aumenta considerablemente la importancia del r.: sus aguas son permanentes todo el año, mas en el invierno se desborda muy frecuentemente por no tener márg., tanto que por muchos trozos varía su curso, por ser terreno arenoso y de mala liga: solo tiene un molino harinero en San Martin de la Vega, propio de S. M., por cuya razon se llama del Rey: en este mismo tránsito tiene 2 puentes, que son el colgante de Arganda y el largo de Aranjuez, de los que hemos hablado en los art. de estas dos poblaciones; tiene muchos vados desde mayo á fin de octubre, y despues no puede pasarse; en su lugar estan las barcas de San Martin y Titulcia: las aguas son muy delgadas y cristalinas y por lo mismo cria una escelente pesca de barbos y bogas. Este r. ha sido objeto de varios ensayos para traer sus aguas á Madrid, de los cuales nos haremos cargo al tratar de lo que á esta cap. pertenece.
(Madoz, 1847, p. 591)

### Batalla del Jarama
En 1936 fue línea de frente en la guerra civil española y escenario de la batalla del Jarama. Numerosos vestigios recuerdan en la orilla oriental del Jarama a las milicias de la República española y en la occidental a las tropas sublevadas.

### Vertido de residuos nucleares
Algunas zonas de los márgenes del río Jarama contienen residuos de lodos radiactivos del escape radiactivo de la Junta de Energía Nuclear de 1970, cuyos restos fueron enterrados sin señalización en ocho puntos a lo largo de su recorrido. En 2018 dos asociaciones estudiaron el estado de las banquetas, sin detectar riesgo inmediato para la salud, pero advirtiendo del riesgo de que futuros desplazamientos de tierra extiendan la contaminación. Como acción reivindicativa, las asociaciones señalizaron los enterramientos conocidos. Informes internos del Consejo de Seguridad Nuclear en 2012 alertaron de la necesidad de averiguar el alcance actual de la contaminación, aunque esto no se llevó a cabo.

## Descripciones en la literatura

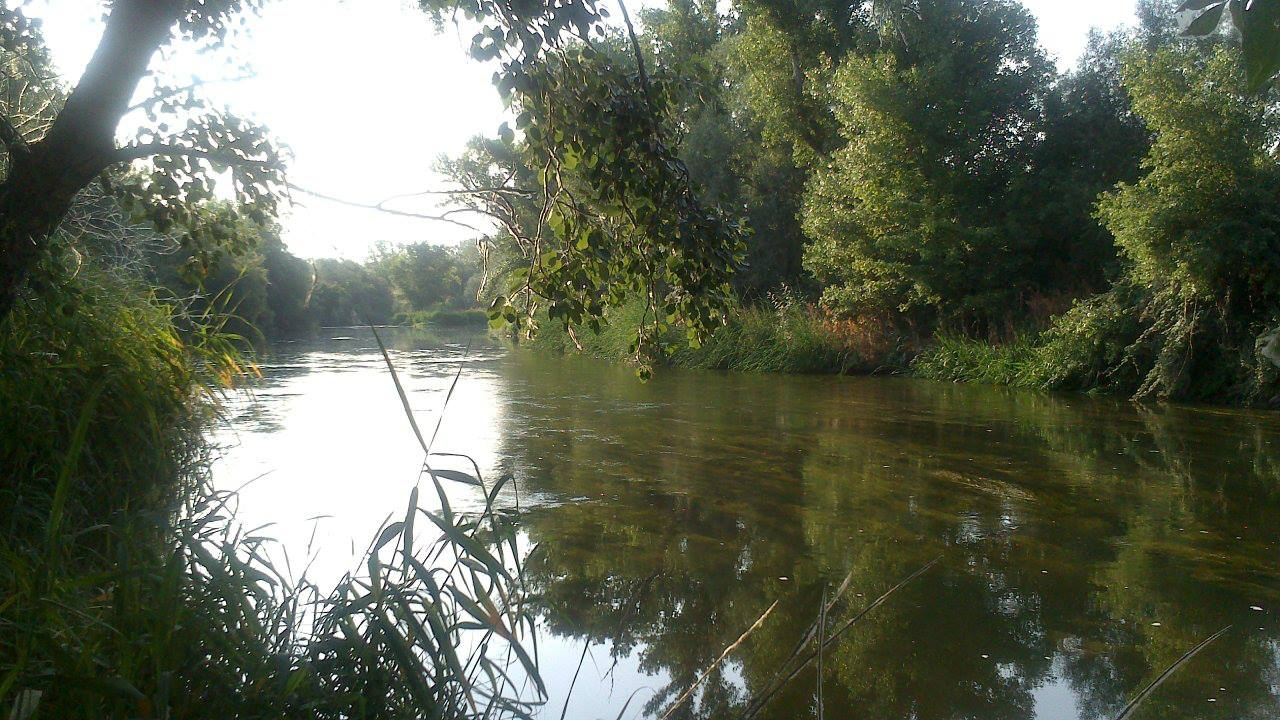
Río Jarama a su paso por San Fernando de Henares

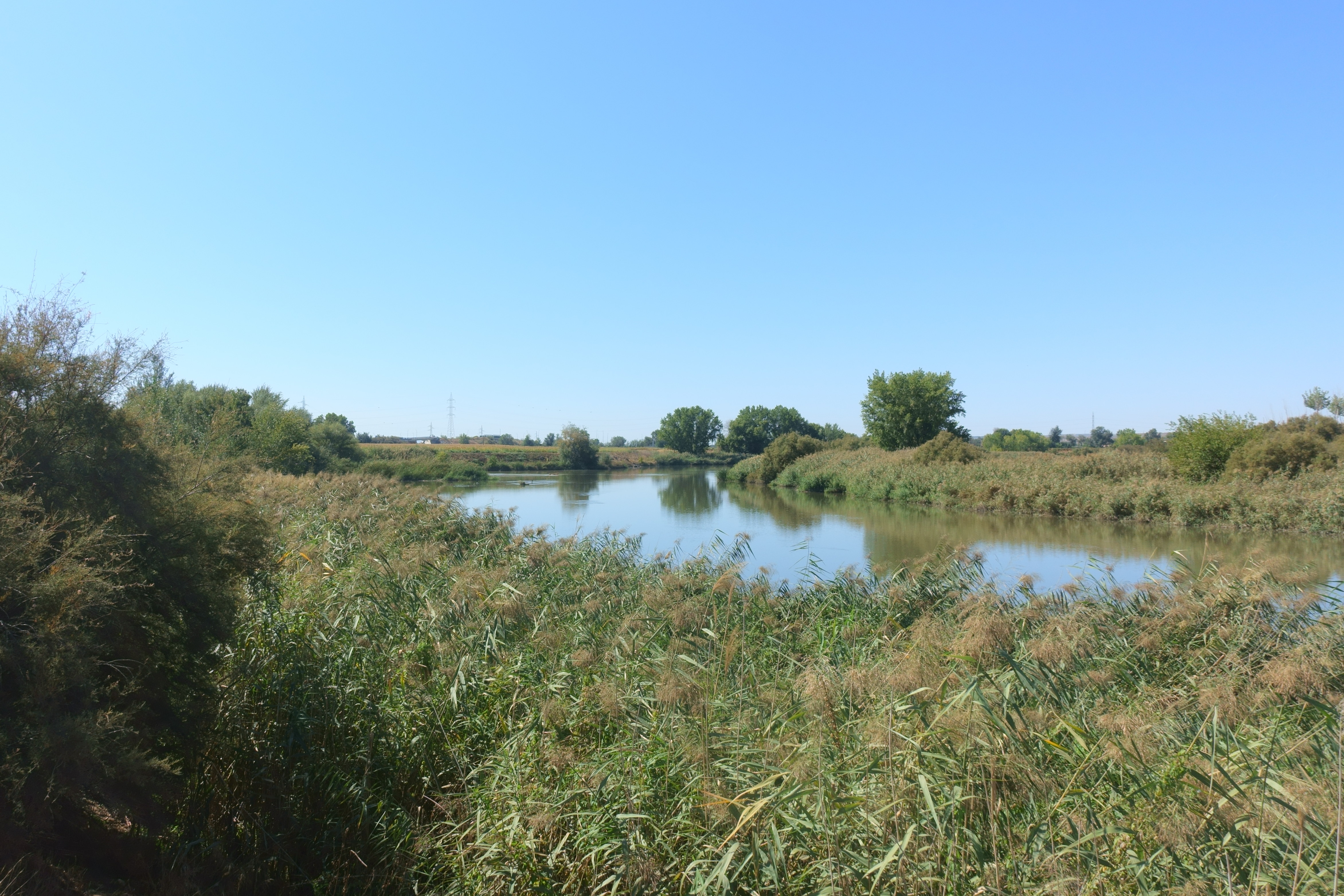
El río poco antes de su desembocadura en el Tajo

Una de las más famosas descripciones del río aparecen al comienzo de la novela El Jarama, de Rafael Sánchez Ferlosio, que resultó ganadora del Premio Nadal. Hay que señalar que el autor de la descripción no es el escritor de la novela sino Casiano de Prado. El texto es citado al inicio y al final entre comillas y en el prólogo de la sexta edición el mismo Ferlosio lo aclara.

Describiré brevemente y por su orden estos ríos, empezando por Jarama: sus primeras fuentes se encuentran en el gneis de la vertiente Sur de Somosierra, entre el Cerro de la Cebollera y el de Excomunión. Corre tocando la Provincia de Madrid, por La Hiruela y por los molinos de Montejo de la Sierra y de Pradeña del Rincón. Entra luego en Guadalajara, atravesando pizarras silurianas, hasta el Convento que fue de Bonaval. Penetra por grandes estrechuras en la faja caliza del cretáceo – prolongación de la del Pontón de la Oliva, que se dirige por Tamajón a Congostrina hacia Sigüenza. Se une al Lozoya un poco más abajo del Pontón de la Oliva. Tuerce después al Sur y hace la vega de Torrelaguna, dejando Uceda a la izquierda, ochenta metros más alta, donde hay un puente de madera. Desde su unión con el Lozoya sirve de límite a las dos provincias. Se interna en la de Madrid, pocos kilómetros arriba del Espartal, ya en la faja de arenas diluviales del tiempo cuaternario, y sus aguas divagan por un cauce indeciso, sin dejar provecho a la agricultura. En Talamanca, tan sólo, se pudo hacer con ellas una acequia muy corta, para dar movimiento a un molino de dos piedras. Tiene un puente en el mismo Talamanca, hoy ya inútil, porque el río lo rehusó hace largos años y se abrió otro camino. De Talamanca a Paracuellos se pasa el rio por diferentes barcas, hasta el Puente Viveros, por donde cruza la carretera de Aragón-Cataluña, en el kilómetro dieciséis desde Madrid...
Rafael Sánchez Ferlosio, El Jarama, 1955.